# Mobsters
Mobsters (br Império do Crime) é um filme americano de 1991, dos gêneros drama, policial e máfia, dirigido por Michael Karbelnikoff. O longa é baseado na vida do renomado mafioso Charlie "Lucky" Luciano.

## Sinopse
O filme relata a escalada de Charlie "Lucky" Luciano (Christian Slater) e sua gangue, na hierarquia da máfia italiana instalada nos EUA. Desde quando ele conhece Meyer Lansky (Patrick Dempsey) quando o ajuda numa briga de rua, até criar o sindicato do crime, fazendo-o tornar-se o Capo di tutti i capi (Chefe de todos os chefes) das Cinco Famílias de Nova York.

## Elenco
- Christian Slater ...  Charlie 'Lucky' Luciano
- Patrick Dempsey ...  Meyer Lansky
- Richard Grieco ...  Bugsy Siegel
- Costas Mandylor ... Frank Costello
- F. Murray Abraham ...  Arnold Rothstein
- Lara Flynn Boyle ...  Mara Motes
- Michael Gambon ...  Salvatore "Little Caesar" Maranzano
- Chris Penn ...  Tommy Reina
- Anthony Quinn ...  Giuseppe "Joe the Boss" Masseria
- Rodney Eastman ...  Joey

## Principais prêmios e indicações
Framboesa de Ouro 1991 (EUA)
- Anthony Quinn e Christian Slater foram indicado na categoria de Pior Ator Coadjuvante.